# Hra na hrdiny
Hra na hrdiny, rolová hra, anglicky role-playing game zkracované na RPG je druh hry, ve které hráči zaujímají role fiktivních postav, za které podle daných pravidel v samotné hře jednají. Hra může mít podobu stolní hry, počítačové hry nebo kostýmové hry nazývané larp. Uvedená označení odkazují na to, že základem těchto her jsou výrazné herní postavy, někdy nazývané charaktery (vlivem anglického character).
V jádru jsou tyto hry formou interaktivní zábavy založené na výpravnosti příběhu, který lze ovlivnit a na kterém lze mít svou fiktivní rolí autentický podíl a také možnost odnést si reálný zážitek, plynoucí z procesu transformace vlastní libovůle do fiktivní postavy herního světa. Hráč takový svět svou fiktivní rolí tedy odvíjí a na základě sobě vlastní libovůle do jisté míry spoluvytváří.
Svět sám a zákonitosti takového světa jsou obvykle definovány v pravidlech, která mohou být až velice komplikovaná a rozsáhlá a neustále dotvářená a rozšiřovaná. Nad světem RPG hry proto musí „bdít“ inteligentní prvek (člověk, počítačový program), který nemůže být omezen ničím jiným než pravidly a který dohlíží nad pohybem postav a jejich činy a dále rozhoduje (na základě zákonitostí definovaného univerzálního zákona nějakého světa) o následcích konkrétních činů vykonaných hráči. Takový mocný činitel je tedy jakýsi pán světa (game master – pán hry, dungeon master – pán jeskyně, také označován jako dějmistr nebo jednoduše vypravěč), který právě pohyb a dynamiku prostředí neustále dovytváří, usměrňuje a kontroluje a rovněž přejímá zodpovědnost za postavy, které do světa sám vkládá, jako protivníky nebo přátele hrdinům ovládanými hráči.
Dnes narůstá trend, nějakým způsobem roli vypravěče překlenout, například tím, že hru řídí všichni hráči, a u sporných událostí diskutují a hlasují, někdy se taky role vypravěče po čase přenáší, takže se na čas každý hráč té role ujme, krom toho se také hojně ujímá moderní model z chatů a sociálních sítí, kdy je příběh dopředu tak nějak vyjasněn, nebo se dokonce hraje dle předlohy filmů, knih nebo her, a hráči tak hrají dle jakési předlohy bez potřeby vypravěče.

## Dělení

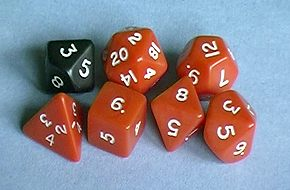
Hrací kostky užívané v klasických RPG hrách

### Klasické RPG / hry na hrdiny
Takzvané "Pen & Paper RPG games", také známé, zkráceně jako "Pen & Paper", tedy tužka a papír, někdy se používá název "Tabletop RPG", tedy stolní RPG hry, často se u nás chybně celé spektrum her také označuje po úspěšné české hře na hrdiny jako "Dračí Doupě". Ačkoliv část těchto her stále závisí na více aspektech, než je pár pravidel, tužka a papír, a případně nějaké ty kostky, používání názvu "Stolní RPG" může být dnes často matoucí, protože počty her, které nevyžadují ke svému chodu ani aby hráči seděli u stolu a bedlivě si něco zapisovali stále narůstají, a čím dál častěji se hrají volnější variace her na hrdiny, které je možné hrát i za pochodu, bez kostek, případně pouze přes chat nebo internetové stránky po internetu. Navíc se často plete pojem Stolních her a Deskových her, které mají s RPG pramálo společného.
V principu dnes často krom mnohostěnných kostek (popř. jiného generátoru náhodných čísel) stačí poznámkový blok a skupina hráčů. Jeden z hráčů se chopí role pána jeskyně (PJ, DM,GM) a obstará vyprávění, které zahrne dění v celém herním světě a reakce na činnost ostatních hráčů. Ostatní hráči již hrají konkrétní postavu, pro kterou si zvolí určité charakterové vlastnosti, schopnosti, povolání, rasu, apod. Průběh hry probíhá tak, že hráči (družina) popisují chování a akce svých postav a PJ jim vrací odezvy světa. Herní zážitek závisí nejvíce na schopnosti pána jeskyně vykreslit zajímavý herní svět a nechat hráče prožít zajímavá dobrodružství. Každá z postav hráčů je reprezentovaná herním deníkem, kde jsou zaznamenány všechny charakteristiky (kupříkladu základní ukazatele: počet životů, stamina, mana, atributy jako: síla, obratnost, odolnost, inteligence, moudrost, charisma). V dobrodružství hráči čelí různým překážkám, které pro ně pán jeskyně připraví. Může se jednat o souboje, řešení hádanek, ale také třeba různá pátrání. Za každou zdolanou překážku obdrží příslušný hráč zkušenosti (nebo talentové body), díky kterým může vylepšovat svojí postavu. Často typickým je i tahový soubojový systém, který lze pro přehlednost hrát na hexovém/čtverečkovém hracím plánu, který před vlastní hrou připravuje pán jeskyně. Za nejznámější českou fantasy RPG hru na hrdiny lze právoplatně považovat Dračí doupě. Jedná se o soupis pravidel pro fantasy svět tradičnějšího ražení, ne nepodobný D&D (viz dále). Nejrozšířenější světově hranou RPG hrou na hrdiny pak je Dungeons & Dragons, v aktuální edici: Dungeons & Dragons 5e, která původní čtveřici povolání (válečník/lapka/kouzelník/klerik) doplňuje o spoustu dalších a nabízí přepracování a doplnění herních systémů. Za další systémy je určitě vhodné zmínit GURPS (Generic Universal Role Playing System), který je zaměřen pouze na stanovení herního systému, ale již neobsahuje konkrétní specifika herního světa. Lze jej použít pro dobrodružství s jakoukoliv tematikou, nikoliv pouze fantasy. Typický je precizní soubojový systém, který nabízí velké možnosti taktizování. Ve verzi Lite je navíc dostupný zcela zdarma. Další velmi zajímavou alternativu nabízí hororově zaměřené hry od americké firmy Whitewolf představující Svět temnoty jako hrozivější verzi současného světa, původně zaměřenou na společnost upírů, ale později doplněn o vlkodlaky, temné mágy a také konstrukty ne-nepodobné Frankensteinově monstru. Herní mechanismy jsou svižnější než u D&D, ale herní svět a jeho kánon je velice rozsáhlý. Dalším herním systémem je Shadowrun, který posunuje kulisy do země blízké budoucnosti po tzv. probuzení a nabízí zajímavý mix sci-fi a fantasy. V současné době se zejména mezi zkušenějšími hráči prosazují „málopravidlové“ hry zaměřené na příběh, roleplaying a atmosféru, jakými jsou např. Fate nebo The Window, které již ovšem nejsou tak blízké tradiční hratelnosti tahového soubojového systému.

### Počítačové RPG hry
RPG počítačové hry jsou v principu podobné tradičním hrám, avšak herní mechanismy navíc obsahují Roleplayingový systém (používá se jak převzatý ze stolních RPG her, tak vyrobený speciálně pro danou hru), který do značné míry přímo určuje hratelnost. Typický je komplexní a rozsáhlý příběh a také pestré vyprávění. Hráči ovládají obvykle hlavní postavu a jeho družinu. Jednotlivým vlastním postavám je většinou možné přidělit různé vzory chování dle zaměření postavy, nebo alespoň naplánovat sled prováděných akcí. Ostatní nehráčské postavy jsou označovány jako NPC (NonPlayer Character) a jejich chování a reakce jsou v plně režii počítače. Jejich chování je většinou kombinací předscriptovaných činností, větvených dialogů a v případě konfliktu určité soubojové UI.
Samotný hráč prožívá prostřednictvím postav dobrodružství a za vyřešení určitých situací dostává zkušenostní body, které slouží k vylepšení postav. Kvalita RPG her závisí na tom, jak dokáží tvůrci předpřipravit herní zážitek. Vysoké požadavky jsou kladeny jak na samotné kodéry, ale také na výtvarníky a hlavně scenáristy. Z principu je jasné, že RPG hra by měla být značně nelineární a to je potřeba při vývoji zohlednit. Omezené volnosti konání a rozhodování oproti klasickým stolním dobrodružství se nedá zabránit, ale právě scenáristické zpracování dokáže z předem daného příběhu a vývoje charakteru postav vytvořit zážitek. Soustředí se spíše na výpravnost příběhu a také na propracovaný systém pro vývoj schopností a statistik postav. Pojem počítačového RPG je mnohdy redukován pouze na možnost vývoje statistik postavy a původní význam hraní role se zcela vytrácí. Tyto tzv. akční-RPG hry implementují pouze jádra RPG systémů, ale již dále nepracují s dynamikou vyprávění vůči hernímu světu.
Jedním z dalších podžánrů počítačových RPG je „dungeon“, který je specifický pohledem z první osoby a postupem prostředím po čtvercové mapě. Největší rozmach zažil na začátku 90. let 20. století.

### Larp
Dalším druhem je larp, ve kterém živí lidé fyzicky svými činy představují činy svých postav. Účastníci interagují mezi sebou navzájem a s okolním prostředím, přičemž usilují o splnění cílů ve fiktivním světě reprezentovaném světem skutečným. Pro larp je typické, že nemá žádné publikum a jeho smyslem je hlavně zábava a zážitek účastníků. Ty zpravidla pramení z prožití příběhu skrz svoji postavu či kompetitivního fyzického boje. Všechny konflikty ve sdíleném fiktivním světě mohou být řešeny jako ve skutečnosti (reálně, diegeticky), nebo různými zástupnými mechanismy (pravidly).

### Wargaming
Wargame / Wargaming (také "válečné hry") je strategickou podobou hraní, která se zabývá vojenskými operacemi různých typů, skutečných nebo fiktivních. Wargaming je hobby věnovaná rozehrání takových her, které lze jednoduše nazvat také simulací bitev nebo válek v krátkosti.
Wargames jsou obecně klasifikovány jako historické, hypotetické, fantasy nebo sci-fi válečné simulace s celou řadou armád, které se utkávají podle daných pravidel ve vymodelovaných terénech nebo na hrací desce (případně jen na stole), i když se může jednat i o hry bez modelů. Historické hry tvoří zdaleka největší skupinu. Tyto hry jsou založeny na skutečných událostech a představují přiměřenou aproximaci skutečných sil, terénu a dalších významných faktorů, kterým čelili skuteční účastníci simulovaných konfliktů. Hypotetické hry jsou hry zakotvené z historických faktů, ale týkají se bitvy či konfliktů, které nebyly, nebo se ještě ve skutečnosti nestaly. Fantasy a sci-fi wargames buď čerpají inspiraci z beletristických děl, nebo poskytují své vlastní imaginární prostředí. Vysoce stylizované konfliktní hry, jako šachy nejsou obecně považovány za wargames, ačkoli oni jsou uznávány jako příbuzný druh tradičních her. Hry zahrnující konflikty v jiných oblastech, než na bojišti, jako jsou obchodní, sportovní a environmentální simulace jsou podobně obvykle vyloučeny, stejně tak jako simulace vlády a politiky.
Moderní wargaming hobby má svůj původ na počátku 19. století, kdy baron von Reiswitz vytvořil Kriegsspiel, sadu pravidel pro simulace bitev pruských a n ěmeckých armád, které využívali tehdejší důstojníci. Později H. G. Wellsova kniha Little Wars ohlásila rozvoj ve věku her s miniaturami, ve kterých dva nebo více hráčů simulovali bitvu pro svou zábavu. V průběhu roku 1950 jako první ve velkém měřítku, konečně sériově vyráběné deskové hry byly publikovány a líčily skutečné vojenské konflikty. Tyto hry byly na vrcholu své popularity během 1970, a staly se docela složitými a technicky náročnými v této době.
Wargaming se dramaticky změnil v průběhu let, od svých historických a taktických kořenů, v miniaturách a stolních hrách, k současné propracované, sofistikované podobně, kdy s taktikou bitev často pomáhají i počítačové simulace, mobilní aplikace, nebo se prostředí modeluje předem pomocí programů a nechává se tisknout pomocí 3D tiskáren.
Právě původem z Wargamingu pochází původní zárodky klasických her na hrdiny, kdy tvůrci středověkých wargamingových pravidel Chainmail, utvářeli pravidla i pro hru bez miniatur jako první zárodek "Pen and Paper RPG", tato varianta se stala tak populární, že se tím nechali inspirovat a poté vytvořili kultovní pravidla hry Dungeons & Dragons.

## Teorie her na hrdiny
K praktické hře patří také teorie. Lidé hrající hry na hrdiny se zajímají o to, jak svou hru okořenit, vylepšit a předávají si vzájemně tyto zkušenosti. Postupně tak vznikly různé teoretické práce týkající se různých typů a způsobů hraní. Objevily se tak pojmy jako je powergaming, munchkin, deep immersion a další.

## Příklady

### Klasické hry na hrdiny
- 13th Age
- Astonishing Swordsmen and Sorcerers Of Hyperborea (AS&SH)
- Astral Dungeon
- Barbarians of Lemuria
- Burning Wheel
- Call of Cthulhu
- Degenesis
- Dragon Age RPG
- Dračí doupě (DrD)
  - Dračí doupě Plus (DrD+)
  - Dračí doupě II
- Dračí Hlídka (DH)
- Dungeons & Dragons (DnD)
  - Advanced Dungeons & Dragons (AD&D)
- Dungeon Squad
- Dungeon World
- Delving Deeper
- Fading Suns
- FATE
- Fiasco
- FUDGE
- GURPS
- Hrdinové fantasy (HF)
- Kouzlem a mečem
- Legendy Armandie (LA)
- Masky: Nová generace
- Numenera
- Patchfinder
- Pendragon
- Powers and Perils (P&P)
- Příběhy Impéria
- Příšera týdne
- Risus
- Shadowrun
- Star Wars Roleplaying Game
  - Age of Rebelion
  - Edge of Empire
  - Force and Destiny
- Střepy snů
- The One Ring
- The Window
- Torchbearer
- Tunnels and Trolls
- Warhammer
  - Warhammer Fantasy Roleplay (WFRP)
  - Warhammer 40k (Wh40k)
- World of Darkness

### Prostředí pro hry na hrdiny
- Asterion
- Birthright
- Dragonlance
- Dark Sun
- Domovina
- Eberron
- Feywild
- Forgotten Realms
- Greyhawk
- Midgard
- Planescape
- Ravenloft
- Siranie
- Sirdarion
- Vukogvazd
- Warcraft (World of Warcraft)
- Warhammer
  - Warhammer Fantasy
  - Warhammer 40k